# ジルダ
ジルダ（Gilda、1961年10月11日 - 1996年9月7日）は、アルゼンチンのクンビア歌手でソングライターでもあった。本名：ミリアム・アレハンドラ・ビアンチ（Miriam Alejandora Bianchi）。
彼女の最も有名な歌の中には："Amame suavecito", "Corazón valiente", "Corazón herido", "Tu cárcel", "Fuiste", "No me arrepiento de este amor（私はこの愛に後悔しない）", "No es mi despedida", "Paisaje", "No te quedes afuera", "Se me ha perdido un corazón", "Rompo las cadenas", "La puerta".  これらの多くは、アッタケ77、 ロス・チャロス 、 レオ・ガルシア 、 ナタリア・オレイロなど他のバンドやアーティストによってカバーされている。 彼女の短かったが成功したキャリアは全盛期の悲劇的な死に加えて、彼女をアルゼンチンの人気アイコンにしていった。

## 日本語での名前
その名前は言語によって「ヒルダ」、「ギルダ」、または「シルダ」（スペイン語話者のファンとジャーナリストからは /ˈʃil.da/ と呼ばれている）と読むことができる。
日本語では、英語読みで「ジルダ」と表記されている。

## 伝記と音楽のキャリア
ブエノスアイレス近郊のビジャ・デボート出身で、幼稚園教員兼体育教師として働き始めたが、1977年に父親が死去し、家族を養う必要から転職を迫られた。彼女は結婚し、マリエルとファブリシオ・シグニンの二人の子供がいた。
彼女の音楽キャリアは、音楽グループのボーカリストを募集する新聞広告に応えたときから始まった。彼女の声とカリスマからトロピカルジャンルのバンドのメンバーに加えられ、家族も激しく反対したのちに彼女がショービジネスの世界に入ることを受け入れた。ミリアムはリタ・ヘイワースが同名の映画で演じたファム・ファタールに敬意を表してジルダと名乗り始めた。ジルダの短いが成功したキャリアの中で、彼女は公に認められ、悲劇的で早すぎる死のあとで、アルバムの売り上げは増加し、いくつかはゴールド、プラチナ、ダブルププラチナ・ディスクとなった。
キャリアの初期に、ジルダは後に彼女の芸術上および感情的なパートナーとなる、作曲家でキーボードプレイヤーのフアン・カルロス・"トティ"・ヒメネスと出会った。トティは自身のキャリアを、ジルダのレコーディングを完成させる契約と取引に振り向けた。ジルダはソリストとしての地位を確立し、当時は男性歌手や、官能的な女性専用のジャンルにレコード会社の歌手として参入した。
「エル・チョロ」として知られるジルダの最初のプロデューサーで、クラン・トロピカル（Clan Tropical）のホセ・オラヤ（José Olaya）はペルーを訪れ、コンガのジーノ・アスマット・ガリンド（Gino Asmat Galindo）、トランペットのチノ・ウォン（Chino Wong）を雇い、彼女のバンドを作り上げた。その後、同じくペルー人のエドウィン・マンリケがアルゼンチンに到着し、オラヤは彼をクラン・トロピカルのミュージシャンの一員として向かい入れるとともに、ジルダのバンドでもボンゴセーロを担当させた。ラウル・ラロッサは、のちにアスマットがグルーポ・カリシア（Grupo Karicia）と活動を始めた時に、カリスマ性を通じてグループでの地位を得た。打楽器パートはグルーポ・カリシアの打楽器奏者チャト（Chato）の兄弟である、マニュエル・バスケス（Manuel Vázquez）の加入で完成した。トランペットにはチノ・ウォンにダニエル・デ・ラ・クルス（Daniel de la Cruz）とクラウディオ・コルタヘレナ（Claudio Cortagerena）が加わった。1996年にキケ・トロサ（Quique Toloza）のギターが組み込まれた。"El Conde" を含む数人のベース奏者を試した後で、ペルーのプレイヤーが短期間参加したが、個人的な理由で帰国した。ジルダとトティは伝手をたより、その後3年以上グループのベーシストとなるマルセロ・インナモラート（Marcelo Innamorato）を引き入れた。彼を苦しめたバンドが海外で演奏した際の書類の盗難のために、彼は一時的にホルヘ・マリーノ率いるクレマ・アメリカーナ（Crema Americana）のメンバーのグスタボ・バビーニ（Gustavo Babini）と交代し、彼らは書類の問題が解決するまでの間、バビーニがマルセロの代わりにジルダとツアーにでることで合意した。この関係はジルダと関係者が死亡した事故でバビーニも死去するまでの間継続した。

## 死
1996年9月7日、アルゼンチン国道12号線の129キロメートル地点で、エントレ・リオス州北部方面に向かっているときにトラックがバスに衝突し、ジルダ本人と母親、長女、3人のバンドメンバーおよびバスの運転手が死亡した。
彼女の死の前から、多くのファンは彼女が奇跡もたらしたと信じているので、人気のある聖人の地位を帰している。致命的な事故が発生した場所には名誉を称える聖域と化し、そこでは旅行に使われていたバスも保存されている。遺体はブエノスアイレス市のチャカリタ墓地にあるギャラリー24の墓3635に埋葬されている。

## ディスコグラフィー

### スタジオアルバム
1. 1992 — De corazón a corazón — Disgal S.A. — Magenta
2. 1993 — La única - Clan Music
3. 1994 — Pasito a pasito con... Gilda — Clan Music
4. 1995 — Corazón valiente (Disco de oro en Argentina y Doble platino) — Leader Music

### 死後のアルバム
1. 1997 — Entre el cielo y la tierra — Leader Music
2. 1997 — Los más grandes éxitos — Leader Music
3. 1999 — Las alas del alma — Leader Music
4. 2004 — Grandes éxitos en vivo — Leader Music
5. 2004 — Los más grandes éxitos — Leader Music
6. 2006 — Megamix (24 Hits) — Leader Music
7. 2011 — 20 grandes éxitos — Leader Music
8. 2012 — Gilda - Magenta
9. 2014 — Grandes éxitos — Magenta
10. 2016 — Un amor verdadero — Leader Music

## ジルダに関する作品
2012年、グルーポ・エディトリアル・プラネタがジャーナリストで作家のアレハンドロ・マルグリス（Alejandro Margulis）による唯一公認された伝記『ジルダ、バイランタの旗手』を出版した 。
2015年、フローレンシア・ベルトルド（Florencia Berthold）主演、イバン・エスペシェ（Iván Espeche）演出の戯曲『ジルダ』がブエノスアイレスで上演された。
2016年、死後20年を記念して、彼女のバンドメンバーのダニエル・デ・ラ・クルス、マルセロ・インナモラート、エドウィン・マンリケ、ホルダン・オテロ、マニュエル・バスケスが参加したナタリア・オレイロ主演の映画 Gilda, no me arrepiento de este amor（ジルダ、この愛を後悔していない）が公開された。